# Johann Conrad Kopstadt

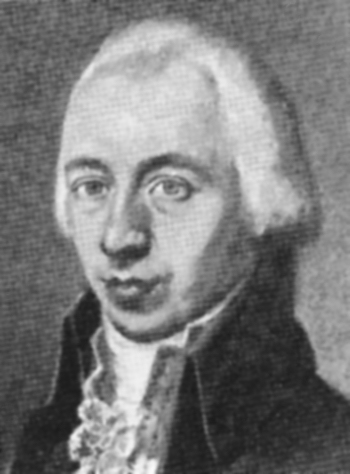
Johann Conrad Kopstadt

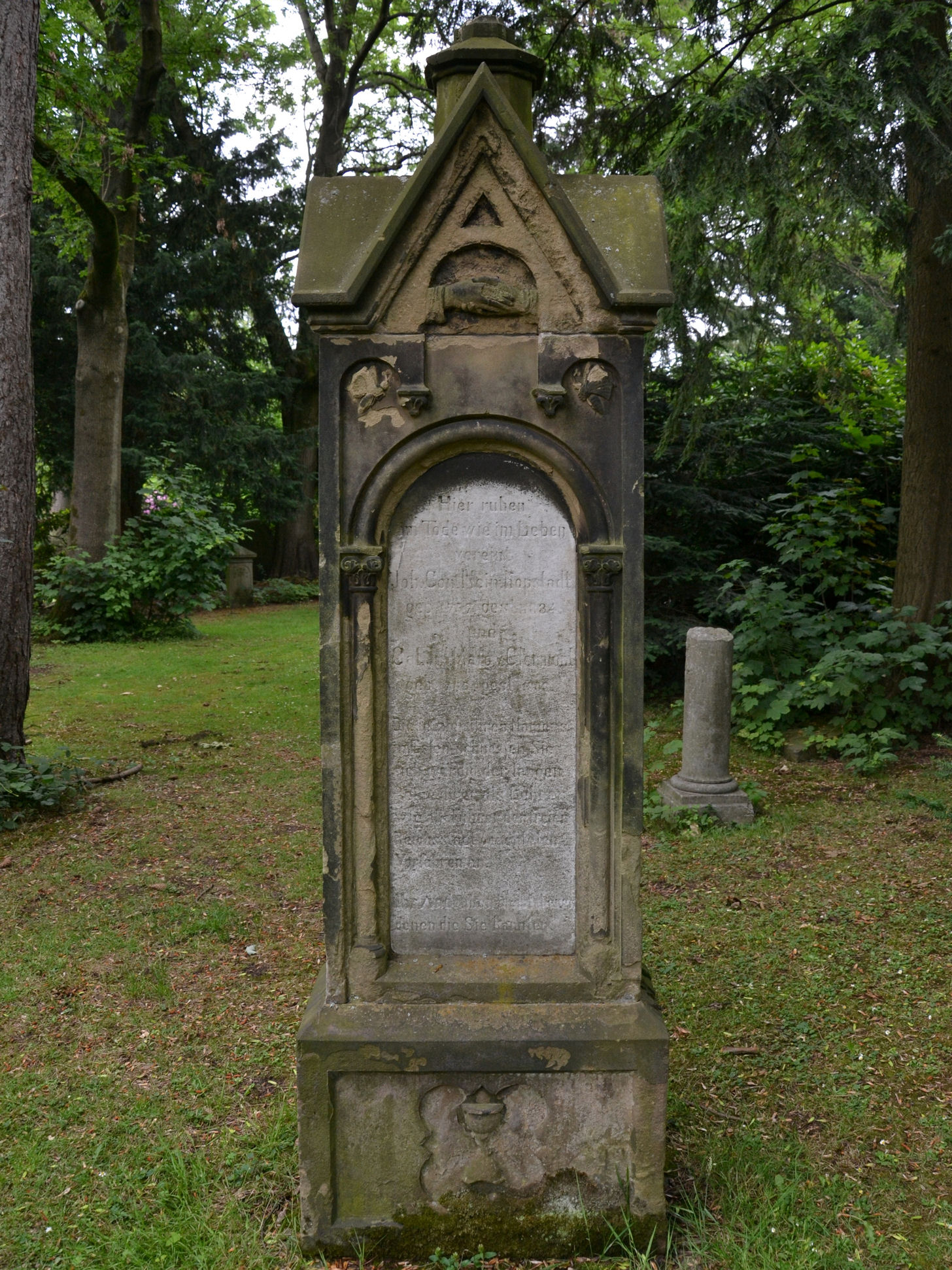
Grabmal auf dem Ostfriedhof Essen, das Geburtsdatum ist mit 1757 falsch eingraviert

Johann Conrad Heinrich Kopstadt (* 26. August 1758 in Essen; † 9. Mai 1834 ebenda) war ein deutscher Lehndirektor und Bürgermeister von Essen.

## Leben
Kopstadt war der Sohn eines Gräflich-Limburg-Styrumschen Lehndirektors und studierte an der Universität Duisburg Rechtswissenschaften. Nach dem Tod seines Vaters wurde er 1786 selbst Lehndirektor der Grafen von Limburg-Styrum in Mülheim an der Ruhr.
1787 wurde Kopstadt Mitglied im Rat der Stadt Essen und 1811 Munizipalrat in der Großherzoglich-Bergischen Verwaltung.
Eigentlich war Kopstadt bereits 1813 von der französischen Regierung für die Nachfolge von Anton Carl Ludwig von Tabouillot als Maire von Essen vorgesehen, er lehnte jedoch ab. Die Bürgermeister Heinrich Arnold Huyssen und Anton Klein folgten anstelle. Kopstadt wurde nach seiner neuen Bewerbung für dieses Amt im Alter von 63 Jahren am 1. Dezember 1821 zum Bürgermeister (Maire) ernannt. Zuvor hatte Kopstadt aufgrund des Konkurses des Handelshauses eines Freundes einen Großteil seines beachtlichen Vermögens verloren, so dass er nun neue Einkünfte benötigte. Der Amtsantritt fand am  11. Dezember des Jahres statt. Er bekleidete es bis zu seiner Pensionierung im Jahr 1832. In dieser Zeit wurden die eigentlichen Verwaltungsarbeiten vom Kreissekretär Gottfried Alexander Märcker durchgeführt, der es bis zur ersten Auflösung des Kreises Essen 1823 blieb.
Conrad Kopstadt war nach seinem Großvater Johann Heinrich Kopstadt (~1681–1753) und seinem Vater Heinrich Arnold (1719–1786) der dritte Bürgermeister aus der Familie Kopstadt in Essen. Seine Mutter war Juliana Katharina Theodora geborene Clermont (1725–1770). Er heiratete am 17. November 1788 Katharina Margaretha Juliana von Clermont in Vaals. Von Conrad Kopstadt sind vier Schwestern und zwei Brüder bekannt. Nach dieser Familie wurde 1860 der Kopstadtplatz im Essener Stadtkern benannt.
Conrad Kopstadt wurde auf dem Friedhof am Kettwiger Tor beigesetzt. Sein Grabmal wurde nach dessen Schließung 1955 auf den Ostfriedhof verlegt. Die verwitterte Inschrift lautet:

„Hier ruhen im Tode wie im Leben vereint Joh. Conr. Hein. Kopstadt, geb. 1757, gest. 1834 und Katharina Juliana Margaretha von Clermont, geb. 1766, gest. 1853; die letzten ihres Namens in Essen schließen Sie sich würdig der langen Reihe ihrer als Lehrer wie als Führer der freien Reichsstadt geachteten Vorfahren an. Ihr Andenken bleibt teuer denen die Sie kannten.“